# Quinn (nome)
Quinn  è un nome proprio di persona inglese e irlandese maschile e femminile.

## Varianti
- Maschili: Quin[1]

## Origine e diffusione
Riprende il cognome irlandese Quinn, una forma anglicizzata di Ó Cuinn, che vuol dire "discendente di Conn" ("Conn" è un nome irlandese che significa "capo" in gaelico).
Il nome riscontra una maggiore diffusione al maschile, perlomeno negli Stati Uniti, ma è usato anche al femminile.

## Onomastico
L'onomastico si festeggia il 1º novembre, giorno di Ognissanti, dato che il nome non è portato da alcun santo ed è quindi adespota.

## Persone

### Femminile
- Quinn Cummings, attrice e scrittrice statunitense
- Quinn Shephard, attrice statunitense

### Maschile
- Quinn Buckner, cestista e allenatore di pallacanestro statunitense
- Quinn Ewers, giocatore di football americano statunitense
- Quinn Johnson, giocatore di football americano statunitense
- Quinn Martin, produttore televisivo e sceneggiatore statunitense
- Quinn Smith, attore statunitense
- Quinn Sullivan, chitarrista statunitense

## Il nome nelle arti
- Quinn è un campione giocabile nel videogioco League of Legends.
- Quinn Abercromby è il protagonista del film del 2002 Il regno del fuoco
- Quinn Fabray è un personaggio della serie televisiva Glee.
- Quinn Fuller è un personaggio della soap opera Beautiful.
- Quinn James è un personaggio della serie televisiva One Tree Hill.
- Quinn Mallory è un personaggio della serie televisiva I viaggiatori.
- Quinn Morgendorffer è un personaggio della serie animata Daria.
- Quinn Pensky è un personaggio della serie televisiva Zoey 101.